# Mundell-Fleming-Modell
Das Mundell-Fleming-Modell ist ein Arbeitsmodell der Volkswirtschaftslehre. Es wurde von Robert Mundell und Marcus Fleming unabhängig voneinander entwickelt und beschreibt im Gegensatz zum IS-LM-Modell offene, nicht geschlossene Volkswirtschaften.

## Grundmodell

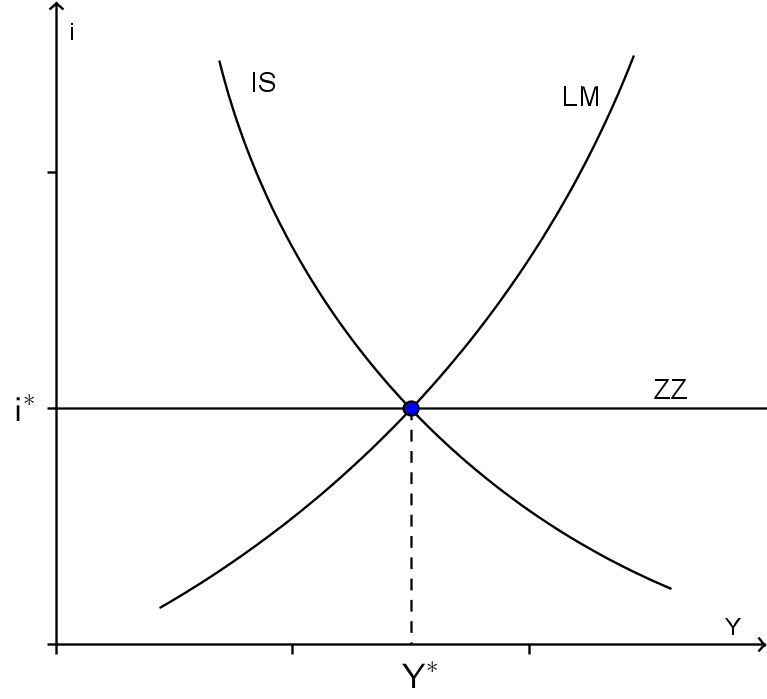
Gleichgewichtspunkt im Mundell-Fleming-Modell

Das Modell beschreibt eine kleine Volkswirtschaft, die mit anderen Ländern durch Handel und grenzüberschreitende Kapitalströme verbunden ist, und zeigt, welche Optionen für die Wirtschaftspolitik bestehen und wie das Land auf Veränderungen der inneren und äußeren Rahmenbedingungen reagieren kann.
Aus diesem Grund gibt es neben der IS-Kurve, die den Ort aller Gleichgewichte auf dem Gütermarkt darstellt, und der LM-Kurve, die alle Gleichgewichte auf dem Geldmarkt abbildet, noch eine dritte Kurve: die ZZ-Kurve, zuweilen auch als FE-Kurve bezeichnet. Diese Kurve stellt alle Zahlungsbilanzsalden von Null dar, d. h. alle Zins-Einkommen-Kombinationen, bei denen sich Außenbeitrag und Nettokapitalexporte zu Null addieren.
Die ZZ-Kurve wird durch folgende Gleichung beschrieben (unter der Annahme von kompletter Kapitalverkehrsfreiheit):
{\displaystyle i=i^{\text{Welt}}+{\frac {E_{t+1}^{e}-E_{t}}{E_{t}}}},
wobei {\displaystyle i} den Zinssatz, {\displaystyle E_{t}} den (nominellen) Wechselkurs zum Zeitpunkt {\displaystyle t} und {\displaystyle E_{t+1}^{e}} den für die Folgeperiode erwarteten Wechselkurs darstellt.
Bei den Gleichgewichten der Volkswirtschaft muss nun zwischen einem binnenwirtschaftlichen, einem außenwirtschaftlichen und einem gesamtwirtschaftlichen Gleichgewicht unterschieden werden. Als binnenwirtschaftliches Gleichgewicht wird der Schnittpunkt zwischen IS- und LM-Kurve bezeichnet, außenwirtschaftliche Gleichgewichte werden durch die ZZ-Kurve dargestellt. Eine Volkswirtschaft befindet sich nur dann im gesamtwirtschaftlichen Gleichgewicht, wenn das interne Gleichgewicht auf der ZZ-Kurve liegt. Diese muss also durch den Schnittpunkt von IS- und LM-Kurve verlaufen.

## Komparative Statik
Mithilfe des Mundell-Fleming-Modells lässt sich das Verhalten von Zins und Output aufgrund expansiver (beziehungsweise kontraktiver) Fiskal- oder Geldpolitik einsehen, und zwar sowohl für den Fall flexibler als auch fixer Wechselkurse. Im Folgenden wird stets vollständige Kapitalmobilität angenommen.
Expansive Fiskalpolitik

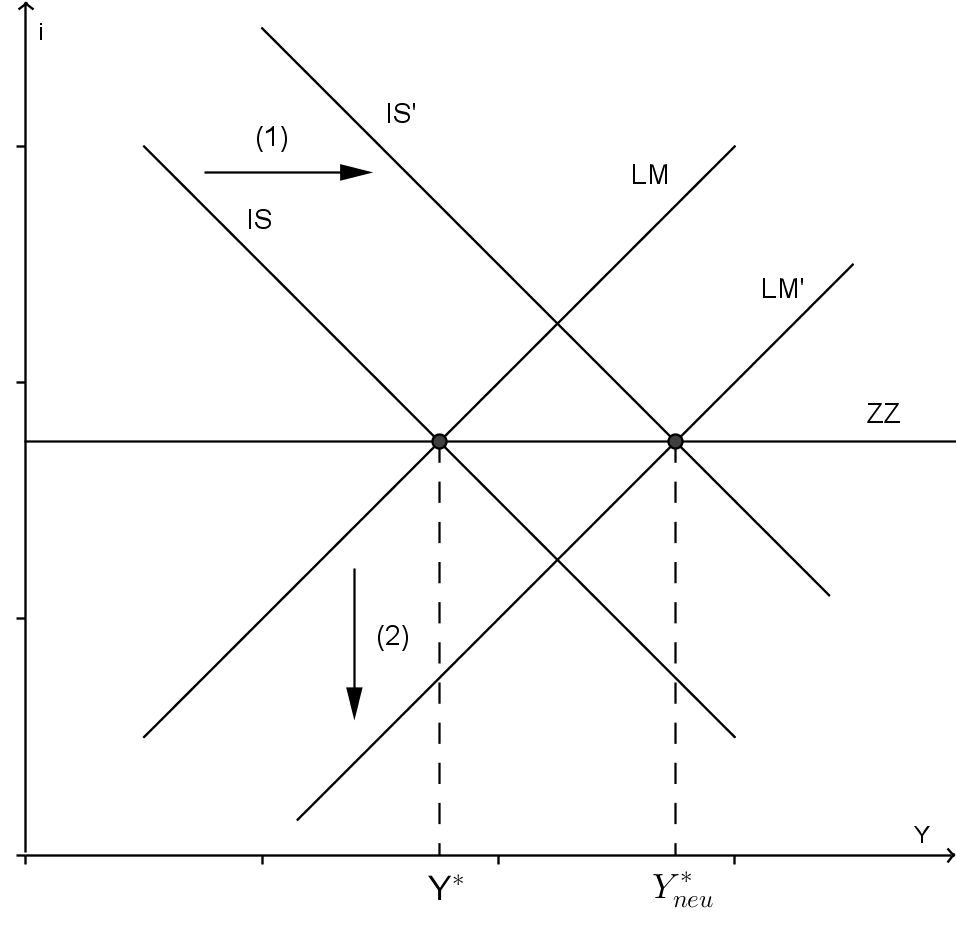
Expansive Fiskalpolitik unter einem fixen Wechselkursregime. Zunächst verschiebt sich die IS-Kurve nach rechts, danach die LM-Kurve nach unten. Am Ende ist der Zinssatz wieder gleich wie vor der Maßnahme, aber der Output ist höher.

- Flexible Wechselkurse: Die IS-Kurve verschiebt sich aufgrund der erhöhten Staatsausgaben {\displaystyle G} zunächst nach rechts (es gilt ja {\displaystyle Y=C+I+G+EX-IM} – damit ist für jedes {\displaystyle i} der zugehörige Output höher). Der neue Schnittpunkt zwischen IS- und LM-Kurve bringt einen höheren Zins {\displaystyle i} mit sich, als ihn die ausländischen Kapitalanleger fordern würden. Dies löst einen unbegrenzten Kapitaleinfluss aus dem Ausland aus, wodurch sich die Nachfrage nach der inländischen Währung erhöht. In der Folge wertet die heimische Währung auf. Unter der Annahme, dass die Marshall-Lerner-Bedingung erfüllt ist, führt dies zu einem Rückgang des Wechselkurses, der einen Rückgang des Außenbeitrags und der Exporte bedingt. Es kommt somit wieder zu einem niedrigeren Output {\displaystyle Y}. Graphisch wird dies dadurch angezeigt, dass sich die IS-Kurve mit der Zeit wieder nach Links auf ihre ursprüngliche Position verschiebt. Somit wird die Wirkung der expansiven Fiskalpolitik durch ein totales aufwertungsbedingtes crowding-out verdrängt, expansive Fiskalpolitik ist im Falle vollkommener Kapitalmobilität wirkungslos. Gibt man allerdings die Annahme der vollkommenen Kapitalmobilität auf, ergibt sich bei flexiblen Wechselkursen auf jeden Fall ein positiver Effekt. Im Falle hoher Kapitalmobilität führt das neue Gleichgewicht nach der expansiven Fiskalpolitik wieder zu der bereits bekannten Währungsaufwertung, allerdings ist der Effekt nicht so stark, dass er ein komplettes crowding-out verursacht. Im Falle niedriger Kapitalmobilität, also einer steilen ZZ-Kurve, führt das neue Gleichgewicht zu einem Zufluss von ausländischem Kapital, dies führt zu einer Abwertung der inländischen Währung und der positive Effekt der expansiven Fiskalpolitik verstärkt sich.
- Fixe Wechselkurse: Die IS-Kurve verschiebt sich aufgrund der erhöhten Staatsausgaben {\displaystyle G} zunächst nach rechts (es gilt ja {\displaystyle Y=C+I+G+EX-IM} – damit ist für jedes {\displaystyle i} der zugehörige Output höher). Der neue Schnittpunkt zwischen IS- und LM-Kurve bringt einen höheren Zins {\displaystyle i} mit sich. Dies löst einen unbegrenzten Kapitaleinfluss aus dem Ausland aus, wodurch sich die Nachfrage nach der inländischen Währung erhöht. Dadurch steigt der Wert der inländischen Währung relativ zur ausländischen, was aber in einem fixen Wechselkursregime gerade durch die Zentralbank unterbunden werden soll. Dies tut sie, indem sie die Geldmenge ausweitet und damit den Zins senkt, und zwar so lange, wie der inländische Zinssatz über dem ausländischen Zinssatz liegt – die LM-Kurve verschiebt sich also nach unten, bis wieder ein Gleichgewichtszustand hergestellt werden. In diesem Gleichgewicht ist nun der Zins wieder gleich wie zuvor, da er immer dem ausländischen entsprechen muss. Allerdings wurde die Steigerung von {\displaystyle Y} nicht kompensiert.

Es folgt also, dass expansive Fiskalpolitik in einem fixen Wechselkursregime effektiv, in einem flexiblen Regime hingegen ohne Wirkung ist.
Expansive Geldpolitik
- Flexible Wechselkurse: {\displaystyle i} ist aufgrund der Geldmengensteigerung neu niedriger als zuvor (beziehungsweise wird die Geldmengensteigerung durch ein niedrigeres {\displaystyle i} realisiert), sodass sich die LM-Kurve nach unten verschiebt. Dies impliziert einen höheren Output {\displaystyle Y}, da durch den geringeren Zins die Investitionen steigen  {\displaystyle I} ({\displaystyle I=I(Y,i)}) . Der neue Schnittpunkt von IS- und LM-Kurve liegt dadurch unter der ZZ-Kurve. Dies deshalb, weil ein geringerer Zinssatz einen Kapitalabfluss induziert, da Investoren dann Geldanlagen im Ausland bevorzugen. Hierdurch steigt die Nachfrage nach Fremdwährung (und sinkt die nach der inländischen Währung). Hieraus entsteht ein Abwertungsdruck auf die Heimatwährung. Eine Abwertung der inländischen Währung induziert eine Steigerung der Exporte (bzw. Verminderung der Importe) und damit eine Rechtsverschiebung der IS-Kurve (d. h. nochmaliger Anstieg von {\displaystyle Y}). Am Ende der Wirkungskette liegt der Schnittpunkt von neuer IS-Kurve und neuer LM-Kurve (binnenwirtschaftliches Gleichgewicht) wieder auf der ZZ-Kurve (außenwirtschaftliches Gleichgewicht).
- Fixe Wechselkurse: {\displaystyle i} ist aufgrund der Geldmengensteigerung neu niedriger als zuvor (beziehungsweise wird die Geldmengensteigerung durch ein niedrigeres {\displaystyle i} realisiert), sodass sich die LM-Kurve nach unten verschiebt. Dies impliziert einen höheren Output {\displaystyle Y}. Der neue Schnittpunkt von IS- und LM-Kurve liegt dadurch unter der ZZ-Kurve. Dies deshalb, weil ein geringerer Zinssatz einen Kapitalabfluss induziert, da Investoren dann Geldanlagen im Ausland bevorzugen. Hierdurch steigt die Nachfrage nach Fremdwährung (und sinkt die nach der inländischen Währung). Hieraus entsteht ein Abwertungsdruck auf die Heimatwährung, was in einem fixen Wechselkursregime aber gerade durch die Zentralbank verhindert werden soll. Sie steuert dagegen, indem sie den (erwarteten) Preiszuwachs der ausländischen Währung durch einen entsprechenden Verkauf ausländischer Währung (Devisen) umkehrt. Beim Verkauf der Devisen nimmt die Zentralbank eigene Währung entgegen und verringert damit den Bestand an im Umlauf befindlicher eigener Währung. Damit ist aber gerade eine Verschiebung der LM-Kurve nach oben angezeigt, sodass schlussendlich die gesamte Maßnahme wieder revidiert wird.

Es folgt also, dass expansive Geldpolitik in einem flexiblen Wechselkursregime effektiv, in einem fixen Regime hingegen ohne Wirkung ist.

## Modellerweiterung
Eine Weiterentwicklung bildet das Zwei-Länder-Mundell-Fleming-Modell, in dem auch große Länder und ihre Rückwirkungen auf den „Rest der Welt“ modelliert werden.
Von dem Mundell-Fleming-Modell hergeleitet wird die AD-Kurve.